# Penelope Ann Miller
Penelope Ann Miller (Los Angeles, Kalifornia, 1964. január 13. –) amerikai színésznő.

## Fiatalkora és családja
Penelope Ann Miller - Beatrice Ammidown jelmeztervező és újságíró, és Mark Miller színész középső gyermekeként jött a világra 1964. január 13-án. Nővére, Marisa szintén színész, húga, Savannah szociális munkás. Penelope 18 éves korában New York-ba költözött, ahol Herbert Berghoff irányítása alatt a HB Stúdióban tanult színészetet.

## Pályafutása
Penelope 1985-ben tűnt fel először a képernyőn Keena szerepében, a Tales from the Darkside című sorozatban. Szerepelt az Egy bébiszitter kalandjai-ban, a Biloxi Blues-ban, de játszott a Miami Vice egyik epizódjában is. A Pee Wee nagy kalandja című vígjátékban már lényegesen nagyobb szerepet kapott, Távol az otthontól Sally-je pedig már igazi főszerep volt. Don Johnson partnere volt a Nincs irgalom című akciófilmben, Lori Mitchell-t alakította a Philadelphiai zsaru-ban, valamint Tina Sabatini-t Az újonc című vígjátékban, Utóbbiért elnyerte a Chicago-i Filmkritikusok Díját a "legígéretesebb színésznő" kategóriában, 1991-ben.
1990-ben aztán Ivan Reitman rá osztotta a fiát egyedül nevelő tanárnő szerepét az Ovizsaru című vígjátékban, Arnold Schwarzenegger mellett. Edna Purviance-t játszotta az 1992-es Robert Downey Jr.-féle Chaplin c. filmben, de főszerepet játszott Brian De Palma 1993-as Carlito útja című thrillerében is, Al Pacino és Sean Penn társaságában. 
Láthattuk még 1994-ben Az Árnyék-ban, a Boszorkányüldözésben, de az 1997-es A bestia című horrorfilmben is. A Bloom család két szólamban című romantikus drámában Lilah Bloom szerepében is kiváló munkát végzett, amivel ismét díjat nyert, ezúttal a 2. Hollywood Film Awardson. 2015-ben a Bűnök és előítéletek című sorozat 11 epizódjában játszotta Eve Carlint. 2016-ban meg is kapták a legjobb csapat díját a 20. Satellite Awardson. Az Egy nemzet születése című 2016-os életrajzi drámában is emlékezetes alakítást nyújtott Elizabeth Turner szerepében.

## Magánélete
1994-ben kötöttek házasságot Will Arnett színésszel. A házasság mindössze egy évig tartott. Penelope 2000-ben hozzáment James Patrick Hugginshez. Két leányuk született, Eloisa May 2000-ben és Maria Adela 2009-ben.

## Filmográfia

### Film
| Év   | Magyar cím                | Eredeti cím                    | Szerep                                    | Magyar hang         |
| ---- | ------------------------- | ------------------------------ | ----------------------------------------- | ------------------- |
| 1987 | Nagyágyú                  | Hotshot                        | Mary                                      |                     |
| 1987 | Egy bébiszitter kalandjai | Adventures in Babysitting      | Brenda                                    | Somlai Edina        |
| 1988 | Biloxi Blues              | Biloxi Blues                   | Daisy Hannigan                            | Orosz Helga         |
| 1988 | Pee Wee nagy kalandjai    | Big Top Pee-wee                | Winnie Johnson                            | Kiss Virág          |
| 1988 | Távol az otthontól        | Miles from Home                | Sally                                     | Hámori Eszter       |
| 1988 | Távol az otthontól        | Miles from Home                | Sally                                     | Csampisz Ildikó     |
| 1989 | Nincs irgalom             | Dead Bang                      | Linda Kimble                              | Simorjay Emese      |
| 1989 | Nincs irgalom             | Dead Bang                      | Linda Kimble                              | Major Melinda       |
| 1990 | Philadelphiai zsaru       | Downtown                       | Lori Mitchell                             | Philadelphiai zsaru |
| 1990 | Az újonc                  | The Freshman                   | Tina Sabatini                             | Somlai Edina        |
| 1990 | Ébredések                 | Awakenings                     | Paula                                     | Hegyi Barbara       |
| 1990 | Ovizsaru                  | Kindergarten Cop               | Joyce Palmieri / Rachel Crisp             | Tóth Éva            |
| 1990 | Ovizsaru                  | Kindergarten Cop               | Joyce Palmieri / Rachel Crisp             | Kardos Eszter       |
| 1991 | A nagy likvidátor         | Other People's Money           | Kate Sullivan                             | Orosz Helga         |
| 1991 | A nagy likvidátor         | Other People's Money           | Kate Sullivan                             | Mezei Kitty         |
| 1992 | Az üstökös éve            | Year of the Comet              | Margaret Harwood                          | Götz Anna           |
| 1992 | Mordály a tarsolyomban    | The Gun in Betty Lou's Handbag | Mrs. Elizabeth Louise "Betty Lou" Perkins | Györgyi Anna        |
| 1992 | Chaplin                   | Chaplin                        | Edna Purviance                            |                     |
| 1993 | Carlito útja              | Carlito's Way                  | Gail                                      | Tóth Enikő          |
| 1994 | Az Árnyék                 | The Shadow                     | Margo Lane                                | Frajt Edit          |
| 1994 | Az Árnyék                 | The Shadow                     | Margo Lane                                | Tóth Auguszta       |
| 1997 | A bestia                  | The Relic                      | Dr. Margo Green                           | Biró Anikó          |
| 1997 | Kisvárosi intrikák        | Little City                    | Rebecca                                   | Ruttkay Laura       |
| 1998 | Őrület sodrában           | Break Up                       | Grace                                     |                     |
| 1998 | Valahol Amerikában        | Outside Ozona                  | Earlene Demers                            | Antal Olga          |
| 1999 |                           | Chapter Zero                   | Cassandra                                 |                     |
| 2000 |                           | Lisa Picard Is Famous          | önmaga                                    |                     |
| 2000 | Mindörökké Lulu           | Forever Lulu                   | Claire Clifton                            | Fehér Anna          |
| 2001 | A pók hálójában           | Along Came a Spider            | Elizabeth Rose                            | Tóth Éva            |
| 2001 |                           | Full Disclosure                | Michelle                                  |                     |
| 2006 | Pénz áll a házhoz         | Funny Money                    | Carol Perkins                             | Tóth Enikő          |
| 2007 | A Hírnök                  | The Messengers                 | Denise Solomon                            | Spilák Klára        |
| 2007 | Sötét, mint az olaj       | The Deal                       | Laura Martin                              | Bertalan Ágnes      |
| 2007 | Szédítően szőke           | Blonde Ambition                | Debra                                     | Vándor Éva          |
| 2008 |                           | Free Style                     | Jeannette Bryant                          |                     |
| 2009 | Grace megmentése          | Saving Grace B. Jones          | Bea Bretthorst                            | Orosz Helga         |
| 2010 | Változó szerelem          | Flipped                        | Trina Baker                               | Pápai Erika         |
| 2011 | The Artist – A némafilmes | The Artist                     | Doris Valentin                            |                     |
| 2011 | Gondolj rám               | About Sunny                    | Louise                                    |                     |
| 2013 | Lincoln testőre           | Saving Lincoln                 | Mary Todd Lincoln                         | Kisfalvi Krisztina  |
| 2013 | Cody, a robotok ásza      | Robosapien: Rebooted           | Joanna Keller                             | Kisfalvi Krisztina  |
| 2016 | Egy nemzet születése      | The Birth of a Nation          | Elizabeth Turner                          | Létay Dóra          |
| 2016 |                           | The Bronx Bull                 | Debbie Forrester                          |                     |
| 2018 |                           | American Dresser               | Vera                                      |                     |
| 2020 |                           | Adverse                        | Nicole                                    |                     |

### Televízió
Tévéfilmek
| Év   | Magyar cím                                  | Eredeti cím                                      | Szerep              | Magyar hang        |
| ---- | ------------------------------------------- | ------------------------------------------------ | ------------------- | ------------------ |
| 1988 | Zárt kör                                    | Tales from Hollywood Hills: Closed Set           | Tina                | Ivancsics Ilona    |
| 1994 | Boszorkányüldözés                           | Witch Hunt                                       | Kim Hudson          |                    |
| 1997 | Félreértett érzelmek                        | The Hired Heart                                  | Garnet Hadley       |                    |
| 1997 |                                             | Merry Christmas, George Bailey                   | Mary Hatch Bailey   |                    |
| 1998 | A Bloom család két szólamban                | Rhapsody in Bloom                                | Lilah Bloom         | Orosz Helga        |
| 1998 |                                             | Ruby Bridges                                     | Barbara Henry       |                    |
| 1999 |                                             | Rocky Marciano                                   | Barbara Cousins     |                    |
| 1999 | Száguldó vírus                              | Killing Moon                                     | Laura Chadwick      |                    |
| 2000 | Botrányos kapcsolat                         | All-American Girl: The Mary Kay Letourneau Story | Mary Kay Letourneau |                    |
| 2001 | A szeretet ösvényén                         | Dodson's Journey                                 | Meredith Dodson     |                    |
| 2001 |                                             | A Woman's a Helluva Thing                        | Zane Douglas        |                    |
| 2002 | Halálos szívverés                           | Dead in a Heartbeat                              | Dr. Gillian Hayes   | Spilák Klára       |
| 2002 | Rémült hallgatás                            | Scared Silent                                    | Kathy Clifson       |                    |
| 2003 | New York lángokban – A Rudy Giuliani-sztori | Rudy: The Rudy Giuliani Story                    | Donna Hanover       | Götz Anna          |
| 2003 | Haláli Hálaadás                             | National Lampoon's Thanksgiving Family Reunion   | Pauline Snider      | Ruttkay Laura      |
| 2004 | Vigyél haza!                                | Carry Me Home                                    | Harriet             |                    |
| 2005 | Veszélyes terepen                           | Personal Effects                                 | Bonnie Locke        |                    |
| 2008 | A félelem iskolája                          | The Deadliest Lesson                             | Gloria              |                    |
| 2017 | A nagy szökés: a Joyce Mitchell-ügy         | NY Prison Break: The Seduction of Joyce Mitchell | Joyce Mitchell      | Kisfalvi Krisztina |
| 2019 | Amerika legnagyobb felvételi botránya       | The College Admissions Scandal                   | Caroline DeVere     |                    |

Sorozatok
| Év        | Magyar cím                                           | Eredeti cím                                | Szerep               | Megjegyzések                                                  |
| --------- | ---------------------------------------------------- | ------------------------------------------ | -------------------- | ------------------------------------------------------------- |
| 1985      |                                                      | Tales from the Darkside                    | Keena                | 1 epizód                                                      |
| 1987      |                                                      | The Facts of Life                          | Kristen Morgan       | 1 epizód                                                      |
| 1987      | Családi kötelékek                                    | Family Ties                                | Joyce                | 1 epizód                                                      |
| 1987      |                                                      | The Popcorn Kid                            | Gwen Stottlemeyer    | 6 epizód                                                      |
| 1987      | Miami Vice                                           | Miami Vice                                 | Jill Ryder           | - 1 epizód - magyar hangja: - Roatis Andrea                   |
| 1987      | Egy kórház magánélete                                | St. Elsewhere                              | Laurel               | 1 epizód                                                      |
| 1989      |                                                      | Great Performances                         | Emily Webb           | 1 epizód                                                      |
| 1991      |                                                      | Morton & Hayes                             | Jody                 | 1 epizód                                                      |
| 1997      | Az utolsó keresztapa                                 | The Last Don                               | Nalene De Lena       | - minisorozat (1 epizód) - magyar hangja: - Farkasinszky Edit |
| 1998      |                                                      | The Closer                                 | Erica Hewitt         | 10 epizód                                                     |
| 2002      |                                                      | A Nero Wolfe Mystery                       | Lucy Valdon          | 2 epizód                                                      |
| 2003–2004 |                                                      | A Minute with Stan Hooper                  | Molly Hooper         | 13 epizód                                                     |
| 2005      | CSI: New York-i helyszínelők                         | CSI: NY                                    | Rose Whitley         | 1 epizód                                                      |
| 2005      | Született feleségek                                  | Desperate Housewives                       | Fran Ferrara         | 1 epizód                                                      |
| 2006      | Emberrablás                                          | Vanished                                   | Jessica Nevins       | 9 epizód                                                      |
| 2009–2011 |                                                      | Men of a Certain Age                       | Sonia Tranelli       | 9 epizód                                                      |
| 2013–2014 | Zűrös viszonyok                                      | Mistresses                                 | Elizabeth Grey       | 10 epizód                                                     |
| 2015      | Bűnök és előítéletek                                 | American Crime                             | Eve Carlin           | 12 epizód                                                     |
| 2018      | Riverdale                                            | Riverdale                                  | Ms. Wright           | 1 epizód                                                      |
| 2018      | Gyilkos elmék                                        | Criminal Minds                             | Dr. Elizabeth Rhodes | 1 epizód                                                      |
| 2022      | Jeffrey Dahmer – Szörnyeteg: A Jeffrey Dahmer-sztori | Dahmer – Monster: The Jeffrey Dahmer Story | Joyce Dahmer         | - 10 epizód - magyar hangja: - Orosz Helga                    |